# Saint-Martin-de-Sescas
Saint-Martin-de-Sescas település Franciaországban, Gironde megyében. Lakosainak száma 563 fő (2022. január 1.). Saint-Martin-de-Sescas Sainte-Foy-la-Longue, Castets et Castillon, Caudrot, Saint-André-du-Bois, Saint-Pierre-d’Aurillac és Castets-en-Dorthe községekkel határos.

## Népesség
A település népessége az elmúlt években az alábbi módon változott:
| Lakosok száma | 427  | 401  | 426  | 494  | 591  | 618  | 589  | 576  | 571  | 563  |
|               | 1968 | 1982 | 1990 | 2006 | 2013 | 2015 | 2017 | 2019 | 2020 | 2022 |